# Malloewia nigripalpis
Malloewia nigripalpis är en tvåvingeart som först beskrevs av Malloch 1913.  Malloewia nigripalpis ingår i släktet Malloewia och familjen fritflugor. Inga underarter finns listade i Catalogue of Life.